# Alois Kaňkovský
Alois Kaňkovský (* 19. Juli 1983 in Bělkovice-Lašťany) ist ein ehemaliger tschechischer Radrennfahrer und Weltmeister im Bahnradsport.

## Sportliche Laufbahn
Kaňkovský war ein vielseitiger Fahrer, auf der Straße und in Kurzzeit- sowie Ausdauerdisziplinen auf der Bahn. 2001 wurde er in Fiorenzuola zweifacher Junioren-Europameister auf der Bahn in der Mannschaftsverfolgung (mit Michal Kesl, Libor Hlaváč und Stanislav Kozubek) sowie dem 1000-Meter-Zeitfahren, im Teamsprint belegte er den zweiten und im Punktefahren den dritten Platz. Bei Europameisterschaften in den folgenden Jahren belegte er weitere Podiumsplätze.
Bei den Bahnweltmeisterschaften 2007 in Palma wurde Kaňkovský Weltmeister im Omnium sowie Dritter im Zweier-Mannschaftsfahren (Madison) mit Petr Lazar, mit dem zusammen er auch 2008 Tschechischer Meister im Madison wurde. Die beiden starteten mehrfach gemeinsam bei Sechstagerennen. Zweimal nahm Alois Kaňkovský an Olympischen Spielen teil, 2004 im Sprint sowie im 1000-Meter-Zeitfahren und 2008 im Zweier-Mannschaftsfahren (mit Milan Kadlec), ohne sich jedoch auf vorderen Rängen platzieren zu können.
2011 erhielt Kaňkovský einen Vertrag beim Team ASC Dukla Prag und startete in der Folge international hauptsächlich auf der Straße. Ihm gelangen zahlreiche Etappensiege, sieben davon bei der Tour of Taihu Lake und drei bei der Tour of China II, deren Gesamtwertung er 2013 zudem gewann. 2013 gewann er den traditionsreichen Bahnradsportwettbewerb 500+1 Kolo in Brno.
Zur Saison 2015 wechselte Kaňkovský zum Team Whirlpool-Author. Mit dem neuen Team gelangen ihm zahlreiche Erfolge auf der UCI Europe Tour, unter anderem jeweils acht Siege in den Jahren 2017 und 2018 und noch einmal sieben Siege in der Saison 2019.
Nach der Saison 2021 beendete Kaňkovský im Alter von 38 Jahren seine Karriere als Radrennfahrer.

## Ehrungen
Er wurde 2007 Gewinner der jährlichen Umfrage zum Král cyklistiky (Radsportkönig) des Radsportverbandes Československý svaz cyklistiky.

## Familiäres
Alois Kaňkovský ist der Sohn des Radrennfahrers Martin Kaňkovský, der mehrfach tschechoslowakischer Meister in verschiedenen Radsportdisziplinen war.

## Erfolge

### Straße
2010
- Grand Prix Hydraulika Mikolášek
- Central European Tour Gyomaendröd Grand Prix

2011
- Kriterium Szlakiem Grodów Piastowskich
- zwei Etappen Tour of Taihu

2012
- zwei Etappen Azerbaïjan Tour
- zwei Etappen Tour of Taihu Lake
- eine Etappe Tour of Fuzhou

2013
- drei Etappen Tour of Iran
- eine Etappe Tour of China I
- Gesamtwertung und drei Etappen Tour of China II
- zwei Etappen Tour of Taihu Lake
- Tour of Nanjing

2014
- eine Etappe Tour of Taihu Lake

2015
- Memorial Romana Sieminskiego
- Visegrád 4 Bicycle Race – Grand Prix Hungary
- Visegrád 4 Bicycle Race – Grand Prix Slovakia
- eine Etappe Course de la Solidarité Olympique
- Memoriał Henryka Łasaka
- eine Etappe Hradec Králové–Wrocław

2016
- Memoriał Andrzeja Trochanowskiego
- Puchar Ministra Obrony Narodowej
- eine Etappe CCC Tour-Grody Piastowskie

2017
- Visegrád 4 Bicycle Race – Grand Prix Slovakia
- Memoriał Andrzeja Trochanowskiego
- Memorial Romana Sieminskiego
- eine Etappe Course de la Solidarité Olympique
- Gesamtwertung und zwei Etappen Dookoła Mazowsza
- Puchar Ministra Obrony Narodowej

2018
- eine Etappe Tour du Loir-et-Cher
- Visegrád 4 Bicycle Race – Grand Prix Czech Republic
- Memoriał Andrzeja Trochanowskiego
- Memorial Romana Sieminskiego
- eine Etappe CCC Tour-Grody Piastowskie
- eine Etappe Gemenc Grand Prix
- eine Etappe Dookoła Mazowsza
- eine Etappe Okolo Jižních Čech

2019
- Trofej Umag
- Visegrád 4 Bicycle Race – Grand Prix Polski
- Memoriał Andrzeja Trochanowskiego
- Memorial Romana Sieminskiego
- Visegrád 4 Bicycle Race – Grand Prix Slovakia
- eine Etappe Tour of Bihor - Bellotto
- eine Etappe Tour de Hongrie

### Bahn
2001
- Junioren-Europameister – 1000-m-Zeitfahren
- U23-Europameister – Mannschaftsverfolgung mit Libor Hlavac, Michal Kesl und Stanislav Kozubek
- Junioren-Europameisterschaft – Teamsprint mit Jaroslav Flendr und Albert Pance
- Junioren-Europameisterschaft – Punktefahren (Junioren)

2003
- U23-Europameisterschaft – 1000-m-Zeitfahren

2004
- U23-Europameisterschaft – 1000-m-Zeitfahren

2005
- U23-Europameisterschaft – 1000-m-Zeitfahren (U23)

2006
- Europameisterschaft – Zweier-Mannschaftsfahren (mit Petr Lazar)

2007
- Weltmeister – Omnium
- Weltmeisterschaft – Zweier-Mannschaftsfahren (mit Petr Lazar)

2008
- Tschechischer Meister – Zweier-Mannschaftsfahren (mit Petr Lazar)

2011
- Tschechischer Meister – Zweier-Mannschaftsfahren (mit Martin Kadlec), Scratch

2012
- Tschechischer Meister – Zweier-Mannschaftsfahren (mit Martin Bláha)

2014
- Tschechischer Meister – Madison (mit Milan Kadlec)

2016
- Tschechischer Meister – Madison (mit Vojtech Hacecký)